# Sylvie Aymard
Pour les articles homonymes, voir Aymard.
Sylvie Aymard est un écrivaine française née à Paris en 1954.

## Biographie
Elle quitte Paris à 20 ans. Après des études en Arts Plastiques elle se consacre à la peinture. Elle écrit depuis son adolescence. Actuellement elle vit en Bourgogne entre l'Abbaye de Cluny où elle fut guide et la Roche de Solutré.(Saône et Loire)[réf. nécessaire]

## Œuvres
- Courir dans les bois sans désemparer, Paris, Éditions Maurice Nadeau, 2006, 110 p.  (ISBN 2-86231-199-5)[1]

- Prix Librecourt 2007
- Prix du Roman des Libraires E. Leclerc 2007
- Du silence sur les mains, Paris, Éditions Maurice Nadeau, 2008, 112 p.  (ISBN 978-2-86231-207-1)[3]
- La Vie lente des hommes, Paris, Éditions Maurice Nadeau, 2010, 137 p.  (ISBN 978-2-86231-214-9)
- C’est une occupation sans fin que d'être vivant, Paris, Éditions Grasset et Fasquelle, 2013, 180 p.  (ISBN 978-2-246-80132-0)

- Prix "L'île aux livres" (Ile de Ré août 2013) ex aequo avec Michèle Lesbre
- Débarrassés du bonheur, Paris, Éditions Grasset et Fasquelle, 2016, 200 p.  (ISBN 978-2-246-86177-5)